# Северная Италия
Северная Италия или Верхняя Италия (итал. Italia settentrionale, Nord Italia, Alta Italia, или сокращённо Nord или Settentrione) — историко-географическая область в северной части государства Италия.
Северная Италия не является административной единицей, регион насчитывает восемь административных областей: Валле-д’Аоста, Пьемонт, Лигурия, Ломбардия, Эмилия-Романья, Венеция, Фриули — Венеция-Джулия и Трентино-Альто-Адидже. Семь из них, за исключением Эмилии-Романьи, называют Альпийским регионом Италии.

## Название

Флаг Падании, предложенный Лигой Севера Умберто Босси

Регион имел разные названия в разные периоды своей истории. Во времена Древнего Рима эта территория, населенная кельтами (галлами),  носила названия Цизальпийская Галлия, Галлия Цитериор и Галлия Тогата. Завоеванная Римской республикой в 220 году до н. э., она была римской провинцией примерно с 81 до 42 года до н. э., когда вошла в состав Римской Италии. До того, с точки зрения римлян, она считалась частью Галлии «с ближней стороны Альп», по сравнению с Нарбоннской Галлией.
После падения Рима и переселения лангобардов в Раннем Средневековье территории Северной Италии в составе Лангобардского королевства получили название Великая Лангобардия. Лангобардские территории вне королевства (Сполетское герцогство и Княжество Беневенто) носили аналогичное название Малая Лангобардия.
В Позднем Средневековье, после завоевания северной части Лангобардского королевства Карлом Великим, территории Северной Италии, входящие в состав королевства Италия, назвали Лонгобардией. Позже, в результате феодального дробления, название Ломбардия закрепилось за регионом, включающим в себя герцогства Милан, Мантуя, Парма и Модена, а еще позже — только территория вокруг Милана.
В XX веке, было достаточно популярно название Высокая Италия, например, оно использовалось Национальным освободительным комитетом Северной Италии во время Второй мировой войны. Начиная с 1960-х годов, название Падания иногда использовалось как географический синоним долины реки По. Это название изредка встречалось до 1990-х, когда Лига Севера, сепаратистская партия Италии, предложила это название как возможное название для независимого государства в Северной Италии.

## История

### Античность и раннее Средневековье

Древние народы Северной Италии, где кельтские племена выделены синим цветом (таврины часто считаются кельто-лигурийским племенем)

В течение столетий, предшествовавших романизации, Северная Италия была населена разными народами, такими как лигуры и венеты, которые занимались торговлей янтарем и разведением лошадей, этруски, покорившие Северную Италию от Тосканы, основавшие Болонью и распространившие письменность. Позже, начиная с V века до н. э., в этом районе произошла экспансия галльских племен. Эти племена основали несколько городов, таких как Милан, и расширили свое присутствие от Альп до Адриатического моря. Их развитие было остановлено римской экспансией в районе Паданской низменности начиная с III века до н. э. После столетий борьбы, в 194 г. до н. э. вся территория нынешней Северной Италии стала римской провинцией под названием Цизальпийская Галлия. Культура и язык римлян вытеснили предыдущие цивилизации, и Северная Италия стала одним из самых богатых и развитых регионов Западной Римской империи, где была построена обширная сеть дорог и развито сельское хозяйство и торговля.

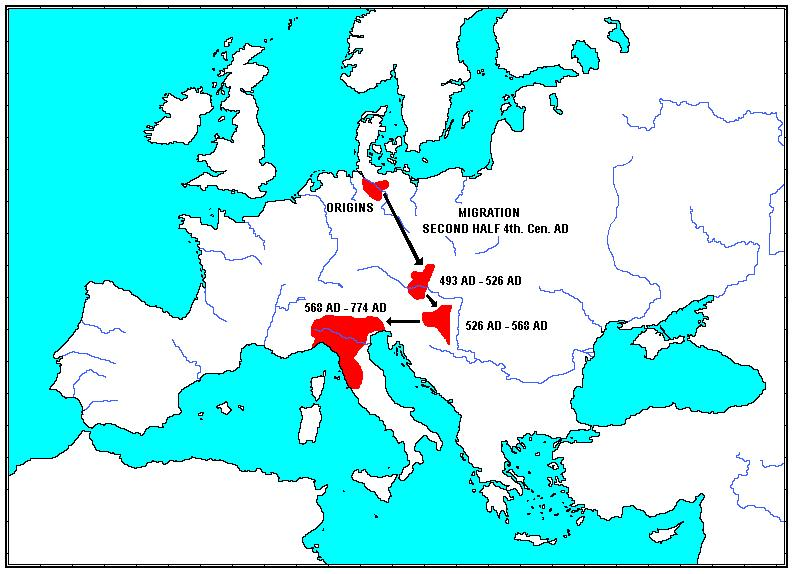
Миграция лангобардов в сторону Северной Италии

В поздней античности стратегическая роль Северной Италии подчеркивается переносом столицы Западной империи из Рима в Медиолан в 286 г., а затем в Равенну с 402 г. до краха империи в 476 году. После падения Западной Римской империи Северная Италия сильно пострадала от войн между германскими народами и Византийской империей. В 570 году на территорию Северной Италии пришли лангобарды, основав своё королевство со столицей в Павии, которое дало название современному региону Ломбардия. Вскоре отношения между лангобардами и латинянами улучшились, и ломбардский язык и культура были ассимилированы существовавшими ранее латинскими, как видно из многочисленных названий и слов того периода. Лангобардское королевство прекратило существование в 774 году, когда король франков Карл Великий завоевал Павию, сверг Дезидерия, последнего короля лангобардов, и присоединил королевство к своим владениям, изменив его название на Королевство Италия. Ломбардских герцогов сменили графы, епископы и маркизы франкского происхождения.

### Высокое Средневековье и Ренессанс

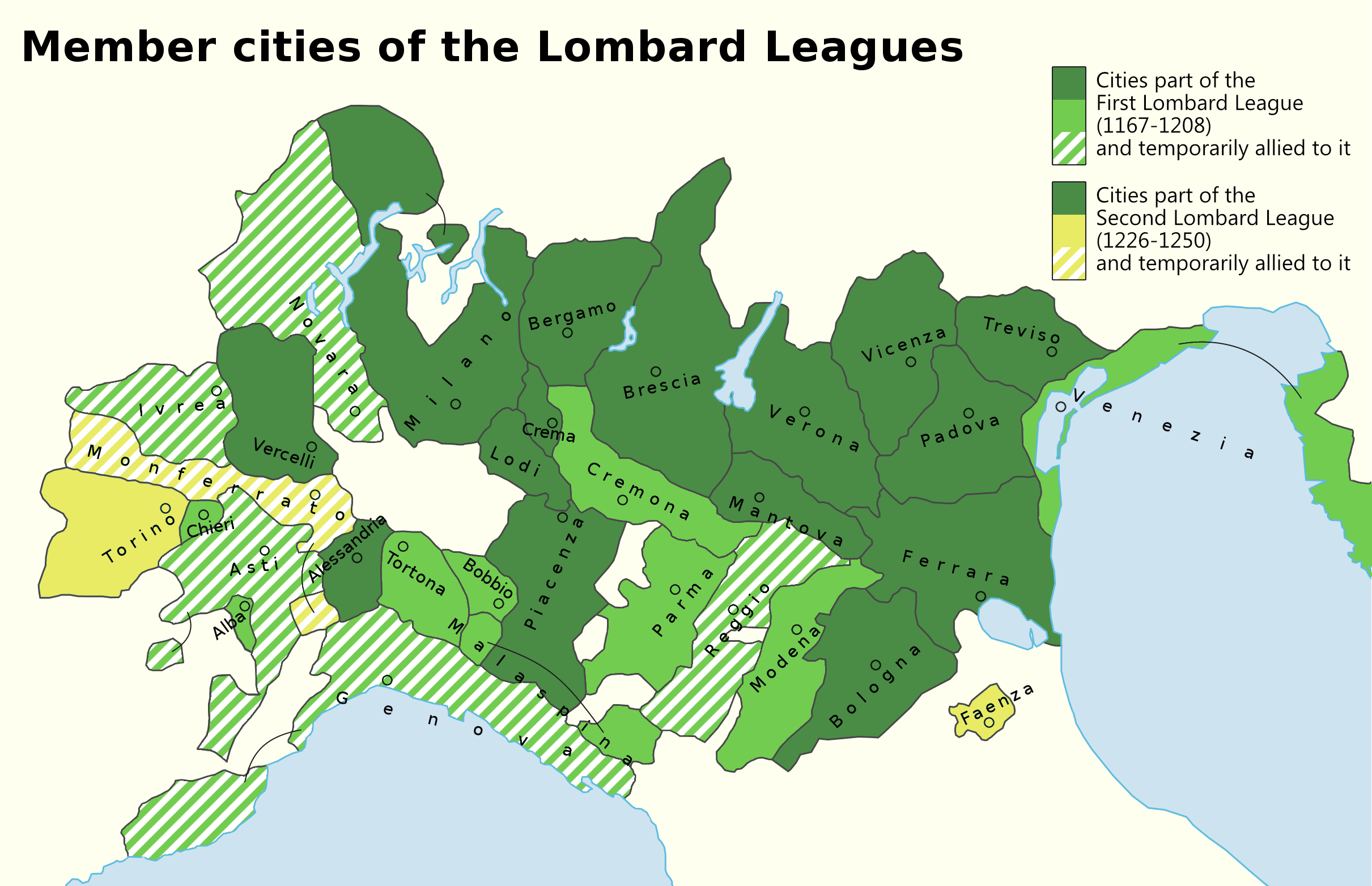
Города, входившие в первую и вторую Ломбардские лиги

В X веке большая часть Северной Италии формально находилась под властью Священной Римской империи, но на самом деле она была разделена на многочисленные автономные города-государства: коммуны и морские республики. XI век ознаменовался ростом экономики Северной Италии из-за улучшения торговли и сельскохозяйственных инноваций. Расцвет культуры привел к основанию множества университетов, в том числе старейшего в Европе Болонского университета. Растущее богатство городов-государств дало им возможность бросить вызов традиционной феодальной власти, представленной немецкими императорами и их вассалами. Этот процесс привел к созданию нескольких Ломбардских лиг, сформированных разными городами региона, которые победили  Фридриха Барбароссу в битве при Леньяно и его внука Фридриха II в битве при Парме, фактически сделав Ломбардию независимой от германских императоров.
Лиги не смогли развиться от военных союзов до конфедераций, и позже в различных городах-государствах произошел процесс консолидации; большинство из них стали синьориями, управляемыми могущественными династиями, такими как Скалигеры в Вероне или Висконти в Милане, и подчинили близлежащие города.

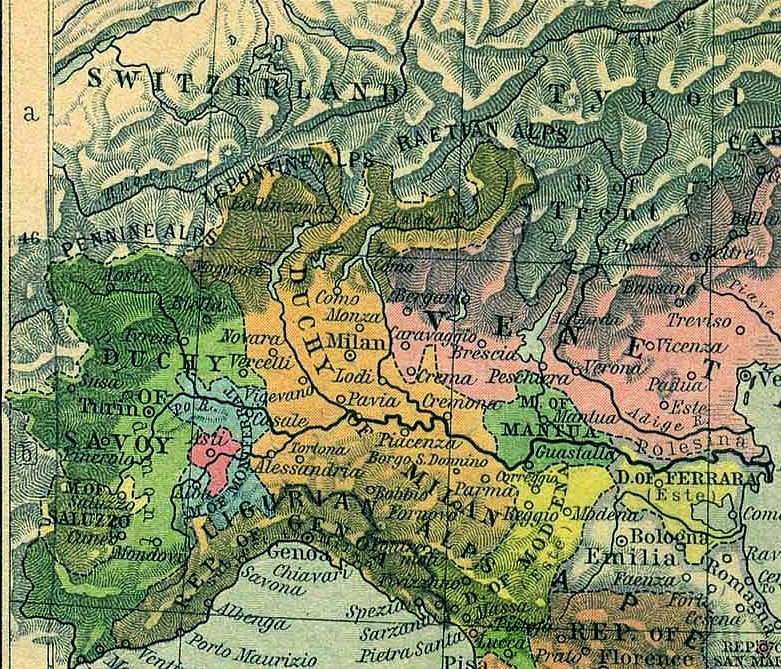
Северная Италия после Лодийского мира

Баланс сил был достигнут в 1454 году после подписания Лодийского мира. В то же время Северная Италия оказалась разделена на несколько региональных государств, из которых самыми могущественными были Савойское, Миланское, Мантуанское, Феррарское герцогства и Генуэзская и Венецианская республики.
В XV веке Северная Италия, чья культура и искусство пользовались большим уважением, стала одним из центров Возрождения. Предприниматели Северной Италии расширили свою торговлю и деятельность к северу от Альп, а купцы и банкиры присутствовали по всей Европе. Итальянские войны в 1494—1559 годах положили конец эпохе Возрождения в Северной Италии и вызвали споры в этом регионе между Францией и испанскими и австрийскими Габсбургами. После войн большая часть Ломбардии попала под прямой контроль Испании. В то же время контроль Османской империи над восточным Средиземноморьем и открытие новых морских маршрутов в Азию и Америку привели к медленному упадку Венецианской республики. Такие эпидемии, как в 1629—1631 годах, и общий упадок экономики полуострова между XVI и XVII веками прервали дальнейшее развитие Северной Италии. Единственным успешным государством было Савойское герцогство, которое благодаря военным и дипломатическим победам в 1720 году стало известно как Королевство Сардиния и вывело Турин в ранг крупных европейских столичных городов.

### Современная история

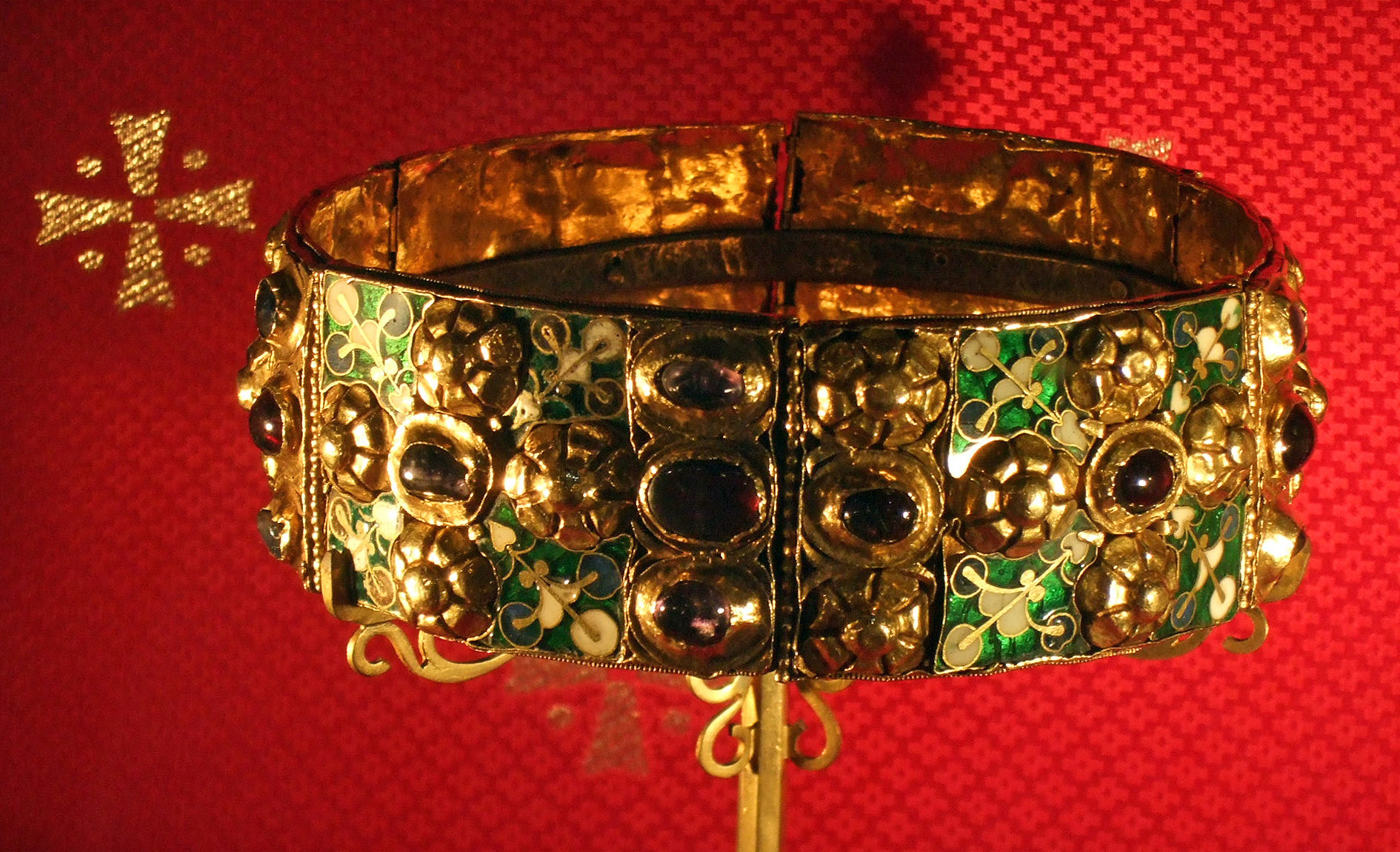
Железная корона, использованная Наполеоном для обозначения его власти над Северной Италией

После Великой французской революции в конце XVIII века Северная Италия была завоевана французскими армиями под командованием Наполеона Бонапарта, который создал на территории Апеннинского полуострова несколько дочерних республик, а в 1805 году было создано новое Королевство Италия, состоящее из всей Северной Италии, за исключением Пьемонта и Лигурии, непосредственно присоединенных к Франции. Оно было основано со столицей в Милане и с Наполеоном во главе государства. На Венском конгрессе Королевство Сардиния было восстановлено и расширено за счет присоединения Генуэзской республики. Остальная часть Северной Италии стала подчиняться Австрии напрямую, как в случае Ломбардо-Венецианского королевства, или косвенно, как Пармское и Моденское герцогства. Болонья и Романья были переданы Папской области.
Австрийское имперское правительство оказалось непопулярным из-за своей реакционной политики, и Северная Италия стала центром итальянского процесса объединения. В частности, Королевство Сардиния было тем государством, которое добилось объединения полуострова между 1859 и 1861 годами. После победы над австрийцами в Второй войне за независимость и аннексии Северной Италии новое государство начало несколько военных кампаний, направленных на завоевание Южной и Центральной Италии. В 1866 году в результате Третьей войны за независимость Венето и Фриули были завоеваны Австрией.

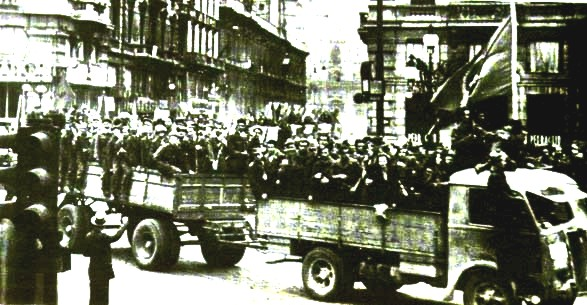
Антифашистские партизаны на улицах Болоньи после всеобщего восстания в апреле 1945 года

После объединения Италии столица была перенесена из Турина в Рим, и административное значение Северной Италии значительно уменьшилось. Однако, начиная с конца XIX века и особенно в пятидесятых и шестидесятых годах XX века Северная Италия, особенно города Турин, Генуя и Милан, стала важнейшим центром итальянской индустриализации, подтверждая свой статус самого богатого и промышленно развитого региона страны. Между 1943 и 1945 годами, во время Второй мировой войны, Северная Италия находилась под контролем Итальянской социальной республики, а главный театр партизанской войны возглавлялся антифашистскими партизанами. С 19 по 25 апреля 1945 года в городах Северной Италии прошло восстание против нацистско-фашистских сил, которое привело к освобождению Северной Италии союзными войсками. Экономические различия между Северной Италией и остальной частью страны, вместе с короткой историей Италии как единой нации, привели к появлению паданского сепаратизма в конце XX века, чему способствовала Лига Севера, которая призывает к большей автономии или полной независимости Падании, то есть Северной Италии.

## География

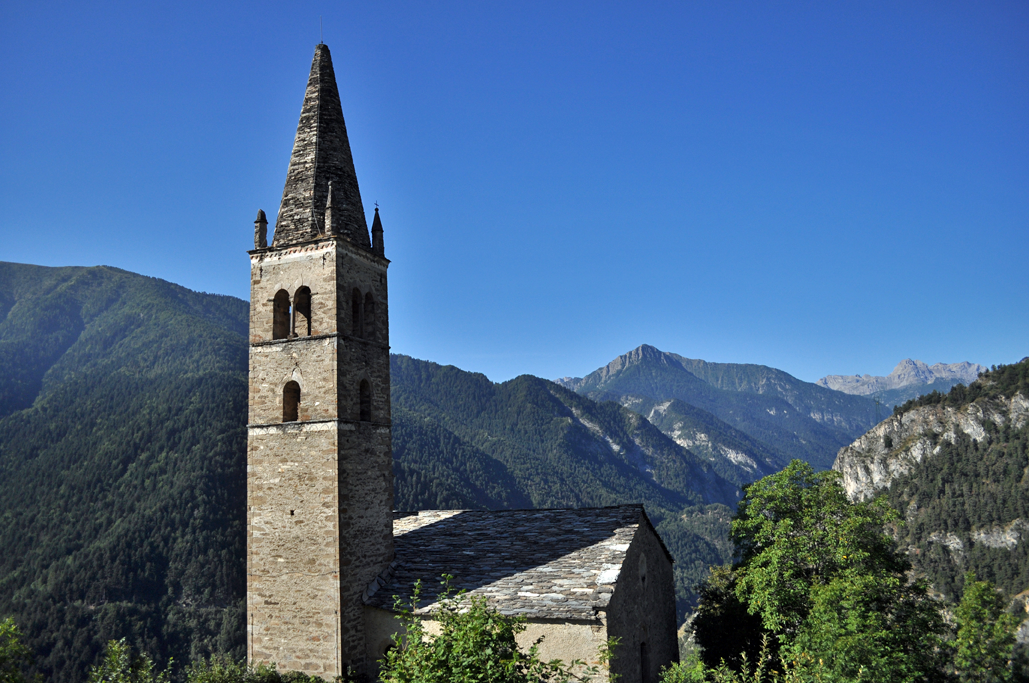
Альпы в долине реки Майра, провинция Кунео

Северная Италия состоит из бассейна реки По, который покрывает целую равнину между Апеннинами и Альпами, склоны гор, Венецианскую низменность и Лигурийское побережье.
Границы Северной Италии определяются Альпами на севере и западе и Апеннинами на юге. Между двумя горными массивами лежит равнина, состоящая из Венецианской низменности и долины По, крупнейшей реки Италии, 652-километровое русло которой проходит с запада на восток, от Котских Альп к Адриатическому морю, собирая на своем пути воду из всех рек, которые текут от Апеннин на север, и от Альп на юг. Долина По — крупнейшая равнина Италии, на ее территории проживает большая часть населения Северной Италии.

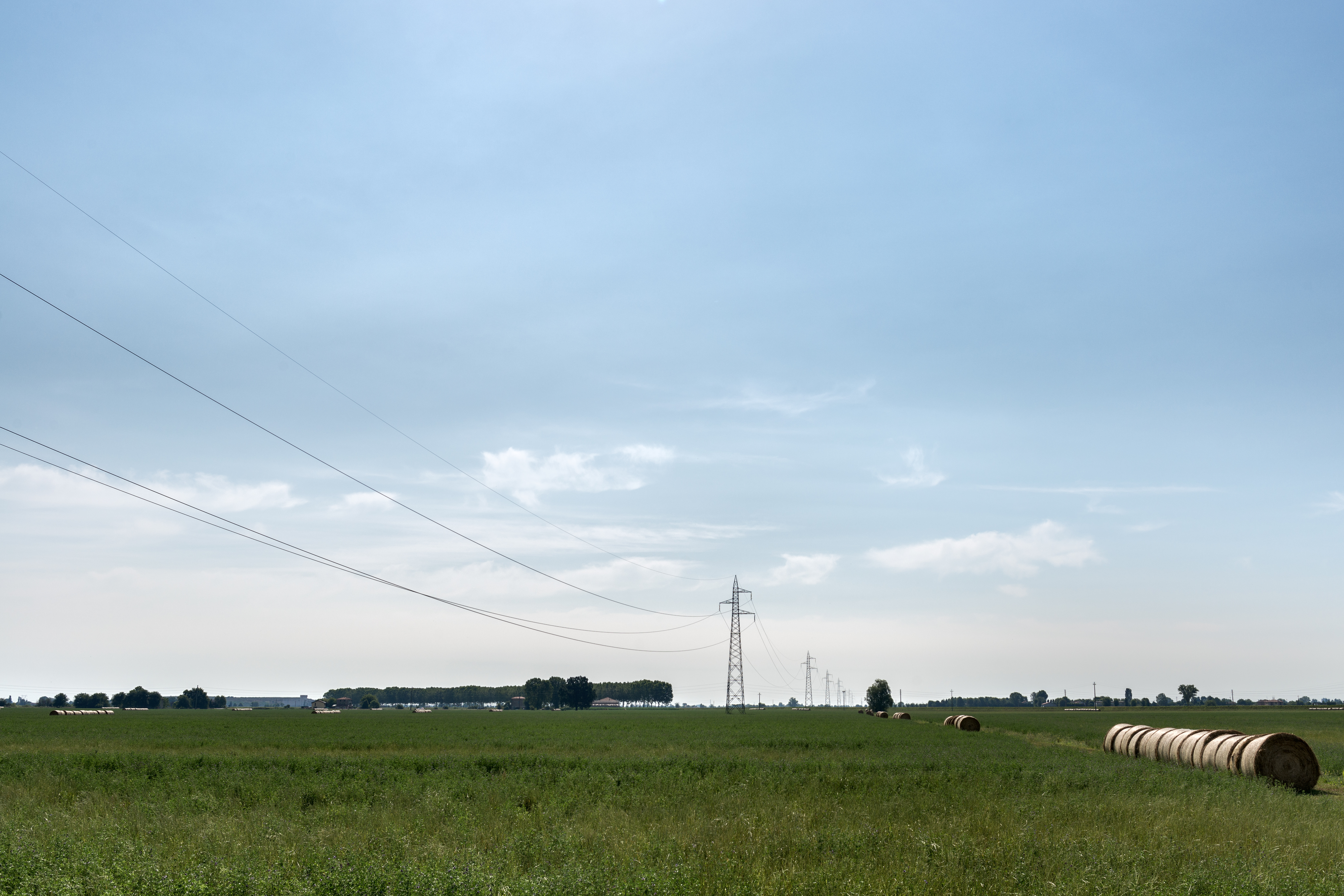
Сельский пейзаж долины По в Сант-Агата-Болоньезе

В Альпах находятся всемирно известные горы, такие, как Маттерхорн (Червино), Монте-Роза и Гран-Парадизо в западных Альпах, массив Бернина, перевал Стельвио и Доломитовые Альпы на востоке. Высшая точка Европы, Монблан, расположена на границе с Францией.
Вся Северная Италия (кроме Лигурии) находится в водосборном бассейне Адриатического моря, с реками По, Пьяве, Адидже, Брента, Тальяменто и Рено. Также воды из некоторых пограничных районов (Ливиньо в Ломбардии, Иннихен и Сесто в Трентино-Альто-Адидже) стекают в Чёрное море через бассейн Дуная, а воды из Лейского озера в Ломбардии в Северное море через бассейн Рейна.
У подножья Альп располагаются несколько моренных озер, крупнейшее из которых — озеро Гарда. Другие известные озера: Лаго-Маджоре, Комо, Орта, Лугано, Изео и Идро.

### Климат

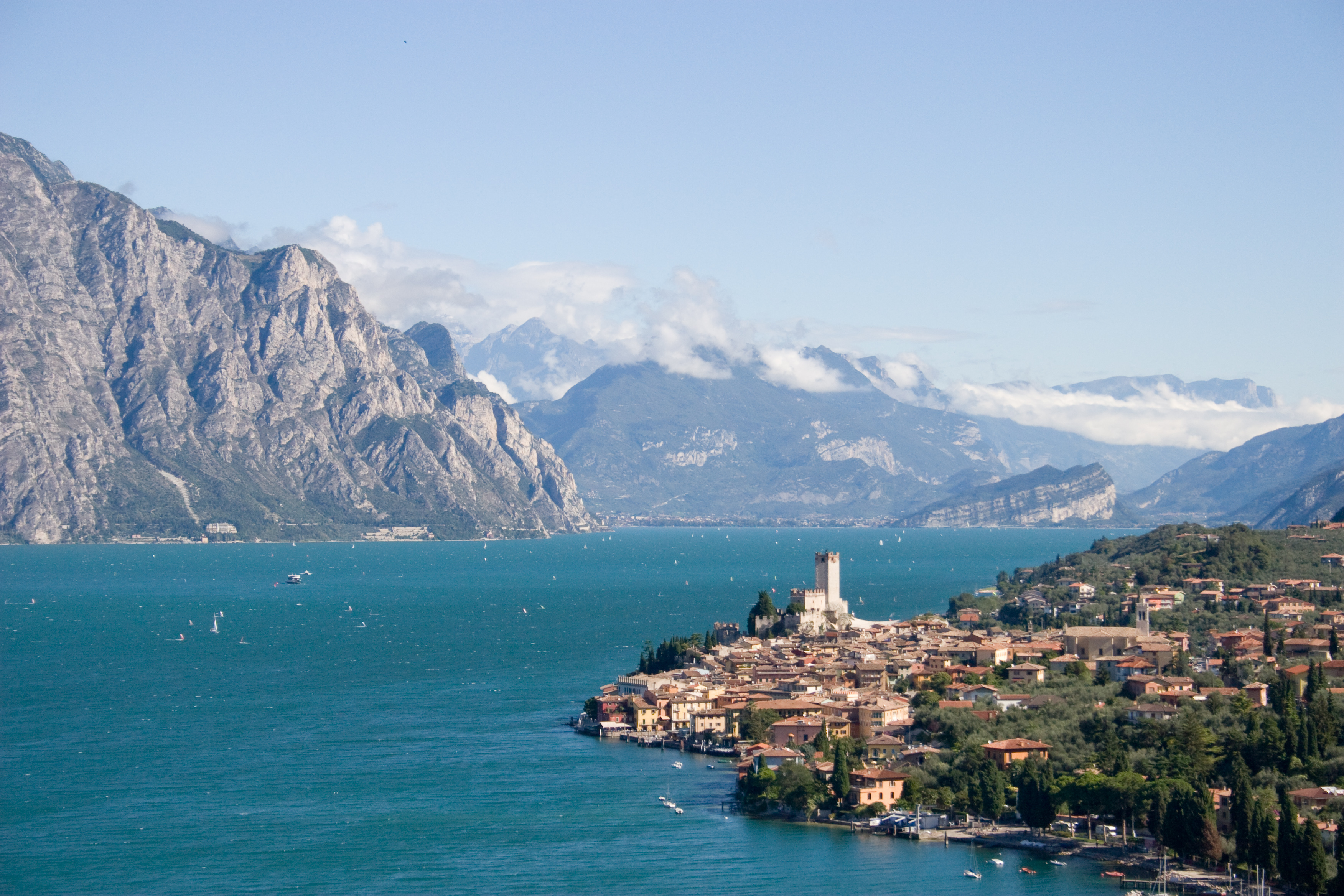
Для альпийских озёр как Гарда характерен более тёплый микроклимат, чем у близлежащих районов

Климат северной Италии преимущественно влажный субтропический (Cfa в классификации Кёппена), особенно на равнине. Зима обычно длинная, относительно сухая и холодная. Также здесь присутствуют большие сезонные амплитуды колебаний температур. В холмистой и горной местности климат влажный континентальный (Dfb в классификации Кёппена). Для долин характерны относительно низкие температуры и низкая влажность, когда на высоте более 1000 м может быть очень холодно с обильными снегопадами. Климат прибрежных районов Лигурии средиземноморский. Для подножья Альп характерен морской климат (Cfb в классификации Кёппена), но множество озер смягчают его, позволяя выращивание типичных средиземноморских растений (оливки, цитрусы).
Особенностью местного климата является густой туман, покрывающий равнины с октября по февраль, особенно сильно в центре Паданской равнины. Восточное побережье от Романьи до Триеста подвержено холодному ветру бора зимой и весной.

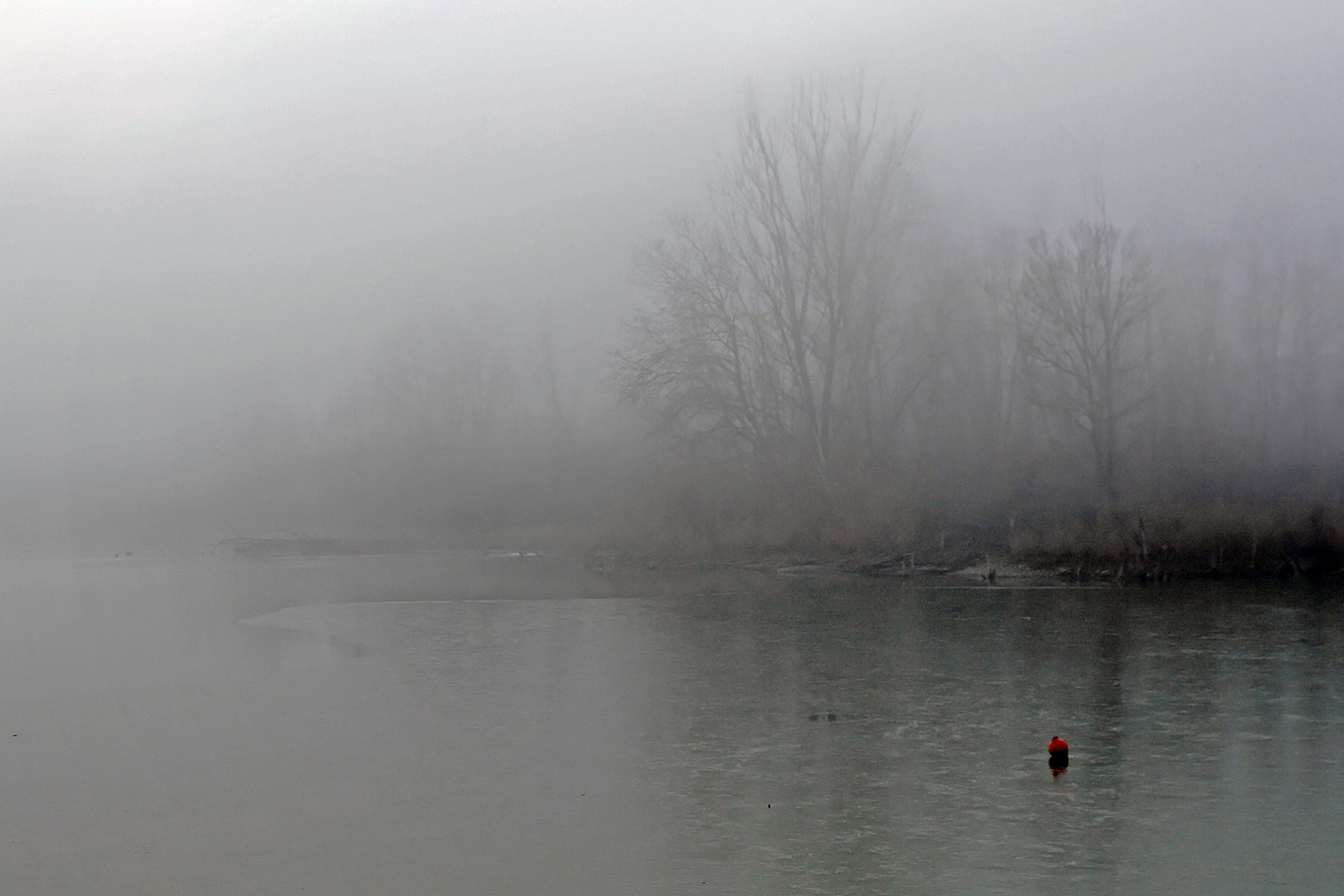
Туман на реке Секкья близ Модены. Туман — распространенное явление Паднской равнины

Самый холодный месяц года — это январь. Средняя температура Паданской равнины составляет от -1 °C до 1 °C. Зимой в раннее время суток температура может достигать до -30 °C в Альпах и до -14 °C в долине По. Рекордно низкая температура составляет -30 °C около Болоньи. Лето обычно более спокойное, хотя в Альпах могут быть штормы. Температура в июле составляет 22—24 °C к северу от По (Милан, Венеция) или 24—25 °C к югу (Болонья).
Число дней с температурой ниже 0 °C обычно составляет от 60 до 90 в год и  от 100 до 110 в сельских районах. В холодные зимы Венецианская лагуна может замерзать, а в особенно холодные зимы можно даже ходить по льду.
Осадки равно распределены в течение года, хотя лето обычно более влажное. Осадки особенно интенсивны в предгорьях Альп, достигая 1500—2000 мм в год, и 600—800 мм на равнине. Среднее количество осадков всего региона — 827 мм в год. С начала декабря по начало марта в таких городах как Турин, Милан и Болонья идет снег, хотя иногда он появляется в конце ноября или конце марта. И Альпы, и Апеннины покрыты снегом толщиной 500—1000 см на высоте более 2000 м. В высокогорьях Альп, где есть ледники, снег может идти и в середине лета.

### Экология
Из-за высокой индустриализации и слабого ветра (из-за нахождения между горными хребтами) загрязнение воздуха является серьёзной проблемой в Северной Италии. Несмотря на то, что уровень смога резко снизился с 1970-х и 1980-х годов, в 2005 году группа исследователей Метеорологического института Королевства Нидерланды сообщила, что Северная Италия является одним из самых загрязнённых районов Европы с точки зрения смога и загрязнения воздуха из-за её климатогеографических условий, которые вызывают стагнацию.

## Языки

Языки и диалекты Италии

В Северной Италии преобладают галло-итальянские языки, в отличие от остальной части страны, где говорят на итало-романских языках. К крупнейшим языкам этого региона относятся эмилиано-романьольский, лигурский, ломбардский, пьемонтский и романьольский языки. Венетский язык также считается частью галло-итальянской языковой семьи большинством лингвистов, хотя некоторые рассматривают его как часть итало-далматской языковой семьи, или как отдельную языковую семью.
Распространение галло-итальянских языков достигает севера Марке в центральной Италии (провинция Пезаро-э-Урбино, а также город Сенигаллия в провинции Анкона) и Тосканы (большая часть провинции Масса-Каррара, Гарфаньяна в провинции Лукка, часть  Флоренции), поэтому эти территории лингвистически считаются частью Северной Италии.
К другим галло-романским языкам, используемых в этом регионе, относятся окситанский и арпитанский языки в окситанских долинах западного Пьемонта и ретороманская группа, вклюячающая в себя фриульский и ладинский языки.
Кроме этого, в регионе также представлены нероманские языки: германские языки, как немецкий и баварский в Южном Тироле и цимбрский и мокенский в Венето, Фриули и Трентино. Славянские языки представлены в Фриули в словенских сообществах Триеста, Удине и Гориции.

### История
В Средневековье, в основном между XIII и XV веками, широко использовался народный язык под названием «ломбардо-венетский койне». В средневековых источниках он назывался просто «письменным языком» или ломбардским языком, потому что в то время топоним «Ломбардия» использовался для обозначения всей Северной Италии.
Начиная с XV века, ломбардо-венецианский койне начал уступать тосканскому языку, который Тальявини описывает следующим образом: «Флорентийское наречие, благодаря Данте и другим великим тосканцам, таким как Петрарка и Боккаччо, центральному положению Флоренции и историческим условиям того времени постепенно распространился по всей Италии, что также привело к исчезновению североитальянского койне, который в XIII веке обрел некоторую популярность».
Это литературное наречие проявлялось у таких авторов, как Бонвесин де ла Рива (ит.), Джакомино да Верона (ит.), Угуччоне да Лоди (ит.), Джирардо Патеккьо (ит.) и других.

## Экономика
Экономика Северной Италии вносит значительный вклад в национальный валовой внутренний продукт. После объединения Италии и образования «Промышленного треугольника» (Милан, Турин и Генуя) регион имеет большое значение для экономики страны. Среди всех регионов особенно выделяется (в экономике и сфере обслуживания) Ломбардия, на долю которой приходится около 1/5 национального ВВП. Другими важными экономическими регионами являются Эмилия-Романья (её экономика демонстрирует высокие темпы роста за счет экспорта), которая занимает четвертое место в Италии по экономической мощи и первое место в сельскохозяйственном секторе, Венето, крупный производственный и инфраструктурный регион и третья по величине экономика Италии, и Трентино-Альто-Адидже и Валле д'Аоста, лидирующие регионы Италии по ВВП на душу населения. Несмотря на это, некоторые из крупных итальянских компаний были основаны в Пьемонте (например, Fiat, Ferrero, Olivetti и Exor, который является голландским, но базируется в Турине), а порты Триеста и Генуи являются наиболее важными в Северной Италии.

## Демография

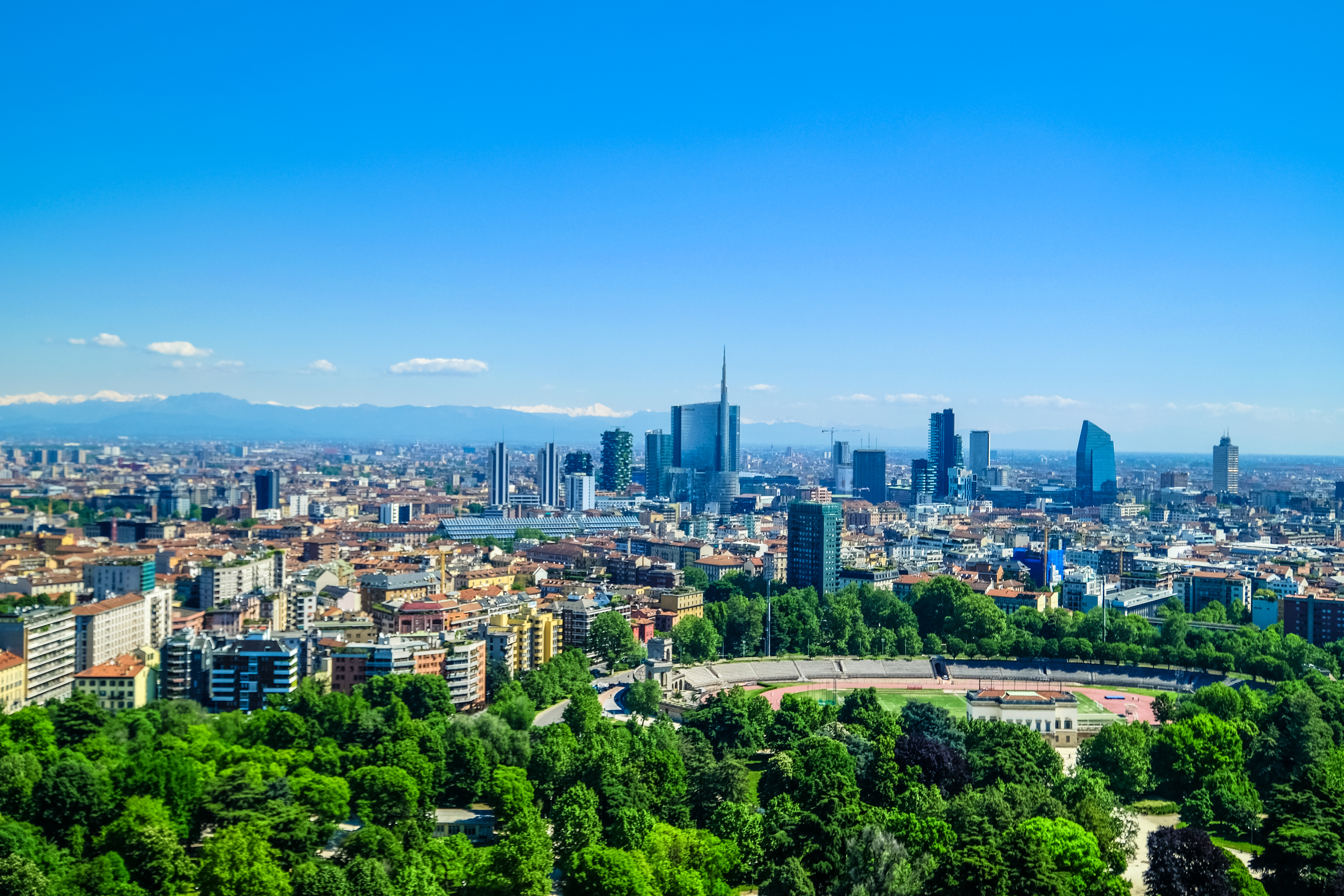
Милан

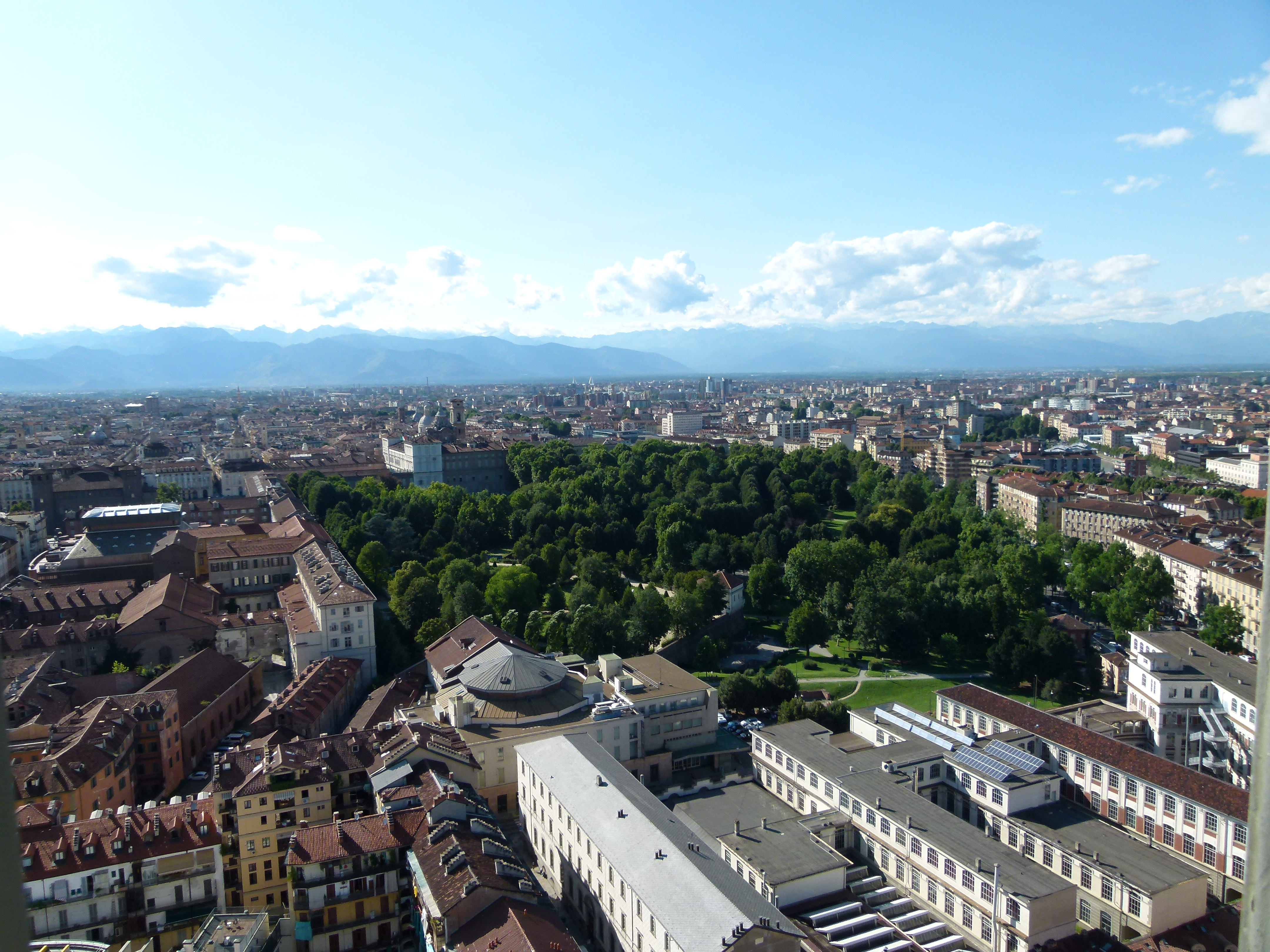
Турин

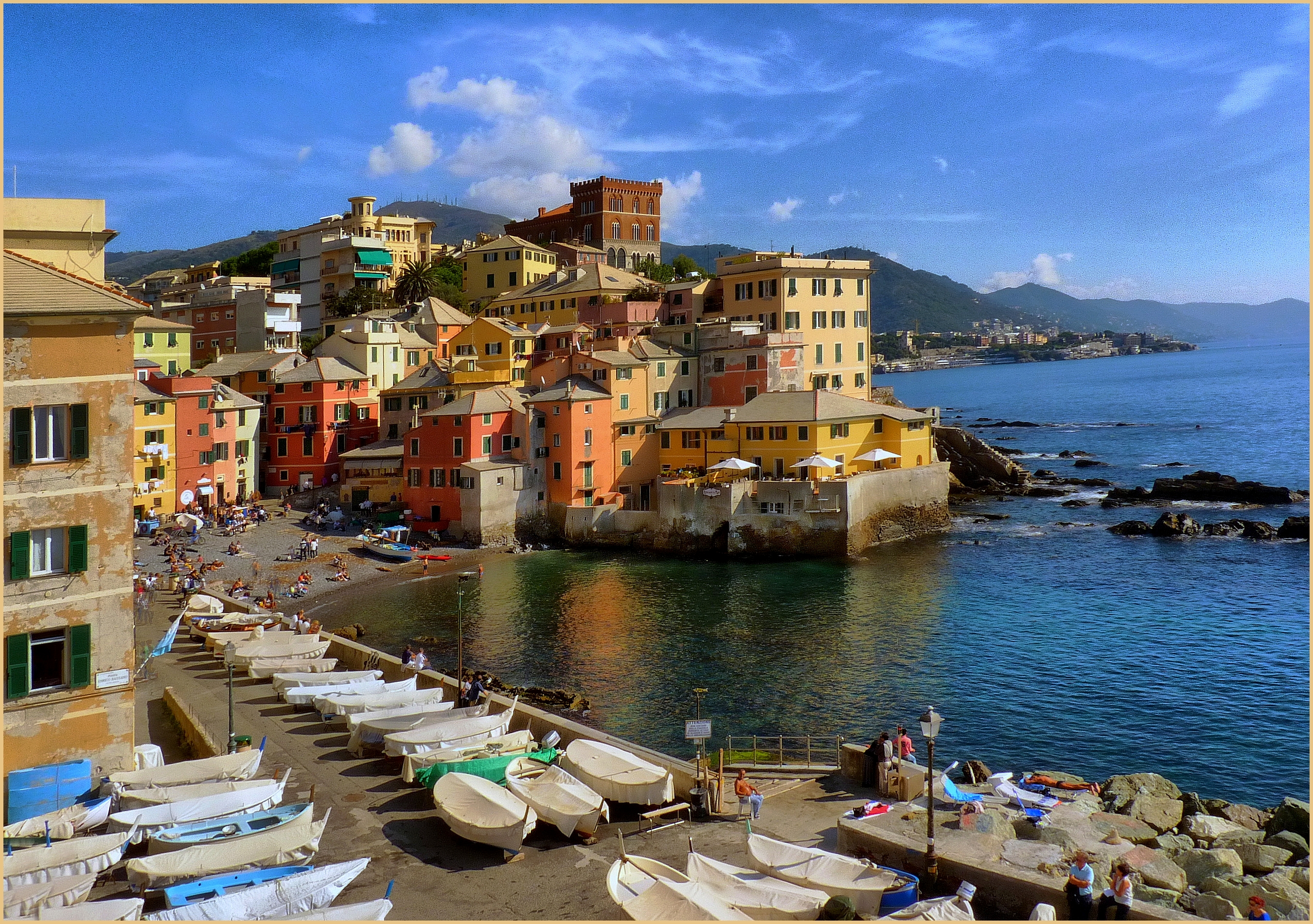
Район Боккадассе, Генуя

Самые населённые города Северной Италии (с населением более 100 000 человек) по состоянию на 31 мая 2019 года:
| Место | Город        | Население | Регион         |
| ----- | ------------ | --------- | -------------- |
| 1     | Милан        | 1 372 810 |                |
| 2     | Турин        | 886 837   |                |
| 3     | Генуя        | 583 601   |                |
| 4     | Болонья      | 388 367   |                |
| 5     | Венеция      | 261 905   |                |
| 6     | Верона       | 257 353   |                |
| 7     | Падуя        | 209 829   |                |
| 8     | Триест       | 204 234   |                |
| 9     | Брешиа       | 200 423   |                |
| 10    | Парма        | 194 417   |                |
| 11    | Модена       | 184 727   |                |
| 12    | Реджо-Эмилия | 171 491   | Эмилия-Романья |
| 13    | Равенна      | 159 057   |                |
| 14    | Римини       | 148 908   |                |
| 15    | Феррара      | 132 009   |                |
| 16    | Монца        | 122 955   |                |
| 17    | Бергамо      | 120 287   |                |
| 18    | Форли        | 117 946   | Эмилия-Романья |
| 19    | Тренто       | 117 417   |                |
| 20    | Виченца      | 112 198   | Эмилия-Романья |
| 21    | Больцано     | 106 951   |                |
| 22    | Новара       | 104 284   |                |
| 23    | Пьяченца     | 102 355   |                |